# Annika Blendl
Annika Blendl (Ratisbona, Alemania, 16 de junio de 1981) es una actriz alemana.

## Biografía
Nació en una familia de seis hijos. Comenzó su carrera artística aprendiendo a tocar el violín y ganó dos veces la competición nacional juvenil Jugend musiziert. Después de aprobar la selectividad en Colonia, se trasladó a Berlín para ser en actriz, siguiendo el ejemplo de su hermana mayor Mareile. Grabó comerciales primero y después trabajó como modelo para varias casas de moda. Sin haber estudiado actuación Blendl recibió un papel en televisión por primera vez en 2001. Hizo su debut en la serie Aus gutem Haus y en películas de televisión como In der Mitte eines Lebens y Kalter Frühling.
En 2009 llevó cursos de dirección de cine documental en la Universidad de Televisión y Cine de Múnich. En 2013 hizo su debut como directora con el documental Nowhereman, junto con la exmodelo Leonie Stade. Dos años más tarde juntas dirigieron nuevamente otro documental, esta sobre el caso de Gustl Mollath, ciudadano alemán internado injustamente en un psiquiátrico.
La pareja de Blendl es el también actor Alexander Beyer, con quien tiene dos hijos.

## Filmografía

### Cine
| - 2001: Masken (cortometraje) - 2004: Mondlandung - 2004: Farland - 2005: Gespenster - 2006: Maria am Wasser - 2007: After Effect - 2009: Zweiohrküken - 2010: Unkraut im Paradies - 2010: Transit - 2012: Reality XL - 2012: Die Jagd nach dem Bernsteinzimmer - 2012: Wir wollten aufs Meer | - 2013: Nowhereman (Documental; dirección, guion) - 2013: 9 mois et un coussin - 2015: Tod auf der Insel - 2015: Zweimal lebenslänglich - 2015: Mollath – „und plötzlich bist du verrückt“ (Documental; dirección, guion, producción) - 2015: Unterm Eis - 2016: Wenn es Liebe ist - 2017: Kalt ist die Angst - 2017: Einmal bitte alles - 2017: Ein Sommer auf Zypern |

### Televisión

#### Telefilmes
| - 2002: Heimatfilm! - 2002: Love Crash - 2003: In der Mitte eines Lebens - 2003: D.I.K. – Jagd auf Virus X - 2004: Kalter Frühling - 2006: Lulu | - 2007: Nichts ist vergessen - 2008: Polizeiruf 110: Wie ist die Welt so stille - 2009: Ein starkes Team: Die Schöne vom Beckenrand - 2009: Marie Brand und das mörderische Vergessen - 2011: Kissenschlacht - 2012: Balthasar Berg – Sylt sehen und sterben |

#### Series
| - Desde 2002: Tatort (Episodios Oskar, Leyla, Veras Waffen, Racheengel, Das schwarze Haus, Ein ganz normaler Fall, Wer Wind erntet, sät Sturm!) - 2003: Im Namen des Gesetzes (Episodio Manöverspiel) - 2003: Wolffs Revier (Episodio Taxi zum Mond) - 2003: Abschnitt 40 (2 episodios) - 2004: SOKO Leipzig (2 episodios) - 2004: Großstadtrevier (Episodio Pillendreher) - 2004: SK Kölsch (Episodio Die Liebesfalle) - 2004: SOKO Wismar (Episodio Gelegenheit macht Diebe) - 2005: Die Rettungsflieger (Episodio Ins Leben zurück) - 2006: Die Familienanwältin (Episodio Die Überlebende) - 2006, 2012: Colonia Brigada Criminal (2 episodios) - 2006, 2009: Stolberg (2 episodios) - 2006: Da kommt Kalle (Episodio Jugendsünde) - 2006–2009: Heimatgeschichten (3 episodios) - 2007, 2015: Ein Fall für zwei (2 episodios) - 2007: Donna Roma (4 episodios) - 2007: Der letzte Zeuge (Episodio Die Handschrift des Mörders) | - 2008: GSG 9 - Die Elite Einheit (Episodio Endstation) - 2008: Mord mit Aussicht (Episodio Waldeslust) - 2008: Unschuldig (2 episodios) - 2008, 2015: Der Kriminalist (2 episodios) - 2011: Danni Lowinski – Falsche Wahl - 2011: Bella Block – Stich ins Herz - 2012: Das Duo: Der tote Mann und das Meer - 2012: Ein starkes Team (Episodio Schöner Wohnen) - 2012: Die letzte Spur (Episodio Verantwortung) - 2014: Kommissarin Heller (Episodio Der Beutegänger) - 2014: Alerta Cobra (Episodio Der Wettkampf) - 2014: Die Familiendetektivin (Episodio Doppelleben) - Desde 2014: Kommissar Dupin (Episodios Bretonische Verhältnisse, Bretonische Brandung, Bretonisches Gold, Bretonischer Stolz, Bretonische Flut) - 2015: Die Chefin (Episodio Treibjagd) - 2016: El viejo (Episodio Die Angst danach) - 2016: Wilsberg (Episodio Mord und Beton) |